# Reinhard Rychly
Reinhard Rychly (* 7. November 1951 in Rostock) ist ein ehemaliger deutscher Gerätturner. Sein Heimatverein war der ASK Vorwärts Potsdam.
Rychly errang mit der Mannschaft der Deutschen Demokratischen Republik (DDR) bei den Olympischen Sommerspielen 1972 in München eine Bronzemedaille im Mannschaftsmehrkampf. Im Einzelmehrkampf erreichte er bei diesen Spielen den 26. Rang.
Bei DDR-Meisterschaften wurde Rychly in den Jahren 1971 und 1973 Vizemeister am Reck, 1973 platzierte er sich dabei punktgleich mit Klaus Köste. Darüber hinaus belegte er 1972 den dritten Platz im Ringeturnen und am Pauschenpferd.